# Federazione calcistica dello Sri Lanka
La Federazione calcistica singalese (in inglese Football Federation of Sri Lanka, acronimo FFSL) è l'organo che governa il calcio in Sri Lanka. Pone sotto la propria egida il campionato e la Nazionale srilankese. Fu fondata nel 1939 ed è affiliata all'AFC e alla FIFA. L'attuale presidente è Ranjith Rodrigo.